# Выквыльвэгыргын
Выквыльвэгыргын (устар. Вуквульвыгыргын) — река в России, на севере Дальнего Востока, протекает по территории Иультинского и Чаунского районов Чукотского автономного округа. Длина — 45 км.
Берёт начало у подножия горы Останец Острый (1015 м), впадает в Паляваам, являясь его левым притоком.
Река протекает среди скал, дно очень каменистое. Это отразилось в названии реки: в переводе с чукот. Выквылвээгыргын — «река, прорезающая камни».
Притоки (от устья): Рогатка, Акакагыргын, Верхний Угрюмый, Пыркакагыргын.
Через реку устраивается ледовая переправа автозимника Эгвекинот—Мыс Шмидта.